# Rotunda (Antarktika)
Rotunda (englisch für Rundbau) ist ein 2410 m hoher Berg im ostantarktischen Viktorialand. Er ragt im zentralen Teil des Colwell-Massivs in der Royal Society Range auf, das durch den Palais-, den Ferrar-, den Rotunda- und den Waddington-Gletscher begrenzt wird.
Seinen deskriptiven Namen erhielt der Berg 1994 durch das New Zealand Geographic Board.